# Orf-Virus
Das Orf-Virus oder Schafpockenvirus (wissenschaftlich Orf virus, früher auch Parapoxvirus ovis),  ist eine Spezies (Art) von  Viren aus der Gattung Parapoxvirus in der Familie der Pockenviren (Poxviridae). Die Spezies weist eine weltweite Verbreitung auf. Infiziert werden Schafe und Ziegen, der Erreger kann jedoch auch auf den Menschen übertragen werden. Das Orf-Virus verursacht eine Hautkrankheit, siehe Orf (Krankheit).

## Die Zoonose

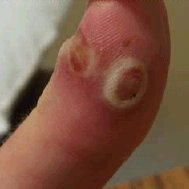
Daumen mit zwei Orf-Läsionen, nach Biss eines Schafs

Das Virus ist auch für den Menschen potentiell pathogen und kann bei Personen, die Kontakt zu infizierten Tieren haben (Landwirte, Veterinäre) eine Infektion (Zoonose) hervorrufen. Die Infektion erfolgt dabei meist über Verletzungen in der Haut. Der Ort der Infektion sind meist die Hände. Die Infektion äußert sich in Form von geröteten, z. T. exulzerierten Knötchen mit zentraler Nekrose. Die Symptome ähneln denen durch das Melkerknoten-Virus (Parapoxvirus bovis 2) verursachten Melkerknoten. Gelegentlich kommt es auch zu lokalen Lymphknotenschwellungen. Die Infektion ist fast immer selbstlimitierend und heilt i. d. R. nach etwa einem Monat ab, kann aber bei immunsupprimierten Personen einen schweren Verlauf nehmen.